# Il cervello infinito
Il cervello infinito (The Brain That Changes Itself) è un saggio sulla neuroplasticità scritto dallo psichiatra e psicoanalista Norman Doidge.

## Descrizione
Il libro è una raccolta di storie di medici e pazienti che dimostrano come il cervello umano sia in grado di subire cambiamenti, tra cui storie di persone che hanno recuperato l'uso di parti del corpo paralizzate, di soggetti non udenti che hanno imparato a sentire e di altri che hanno ottenuto sollievo dal dolore utilizzando esercizi per ricalibrare i percorsi neurali. 
Doidge si occupa anche degli scienziati che per primi hanno evidenziato la neuroplasticità, dei temi del dolore persistente, dell'attrazione sessuale e dell'amore, di come la cultura influisce sul cervello che cambia, del cervello pediatrico in via di sviluppo e della conservazione del cervello in età geriatrica.

## Accoglienza
Il New York Times ha pubblicato una recensione per lo più positiva del libro.
(Abigail Zuger, New York Times)
In compenso, l'International Journal of Psychoanalysis ha pubblicato una recensione negativa al libro di Doidge, in cui le neuroscienze veniva considerate irrilevanti per lo studio della psicoanalisi.
Kirkus Reviews ha dichiarato che il libro è "un po' discontinuo, ma le storie personali di Doidge, l'entusiasmo per il tema trattato e l'ammirazione per gli scienziati mantengono il lettore impegnato".
In una recensione del libro per la Society for Psychoanalysis and Psychoanalytic Psychology, Jane Hall ha scritto nel 2011: "Contrariamente alla convinzione originaria che dopo l'infanzia il cervello inizi un lungo processo di declino, [Doidge] ci mostra che il nostro cervello ha il notevole potere di crescere, cambiare, superare le disabilità, imparare, recuperare e alterare la stessa cultura che ha il potenziale di influenzare profondamente la natura umana".
Peter Reiner, recensendo il libro per l'American Journal of Bioethics, ha scritto:
(Peter Reiner, American Journal of Bioethics)

## Edizioni
- Il cervello infinito. Alle frontiere della neuroscienza: storie di persone che hanno cambiato il proprio cervello, collana Saggi, traduzione di Francesco Zago, Ponte alle Grazie, 2007, ISBN 8879289039.